# Серое вещество (Во все тяжкие)
Серое вещество (англ. Gray Matter) — пятая серия американского драматического сериала «Во все тяжкие». Премьера серии состоялась 24 февраля 2008 года на канале AMC. Автором сценария стала Пэтти Лин, а режиссёром стала Триша Брок.

## Сюжет
Уолтер и Скайлер Уайт посещают вечеринку по случаю дня рождения своего богатого знакомого Элиота Шварц. Когда Эллиотт предлагает ему работу и говорит, что его компания Gray Matter Technologies имеет отличную медицинскую страховку, Уолт понимает, что Скайлер рассказала Эллиотту о его раке, и отклоняет предложение, обидевшись на жену.
После неудачного собеседования Джесси Пинкман показывает своему другу Барсуку фургон, который Уолт и Джесси используют в качестве лаборатории по производству метамфетамина. В пустыне, после попытки «сварить» с Барсуком, Джесси разочарован тем, что качество его метамфетамина ниже, чем у Уолта, и выбрасывает свой собственный продукт, к большому разочарованию Барсука. Джесси готовит ещё пару партий, которые он также выбрасывает. Барсук и Джесси ссорятся из-за потраченного метамфетамина, и Джесси, вытолкнув Барсука из фургона, уезжает.
Уолтер-младший и двое друзей ждут снаружи круглосуточного магазина, ожидая, пока кто-нибудь купит им пиво. Друзья убегают, когда Уолт-младший подходит к полицейскому. Смена плана: Уолт-младший сидит в машине, а полицейский говорит ему, что он получил «первое и последнее предупреждение. Тебе повезло, что у тебя здесь хороший отец». Камера показывает Хэнка, сидящего на водительском сиденье. Скайлер проводит «семейный совет» для Уолта, где она говорит, что не понимает, почему Уолт отказывается от лечения. Хэнк Шрейдер, Уолт-младший и Мари Шрейдер спорят о том, что делать: в то время как Скайлер беспокоится за своего мужа, а Уолт-младший злится, что Уолт отказывается принимать лечение, несмотря на всё, что он пережил. Мари, а позже и Хэнк, считают, что Уолту следует предоставить возможность отказаться от лечения, если он захочет. Уолт заканчивает «семейный совет», говоря, что не хочет провести свои последние месяцы слишком больным, чтобы как следует наслаждаться жизнью.
На следующее утро Уолт меняет своё решение и говорит Скайлер, что он пойдёт на лечение и позаботится о чеке Эллиота. Позже звонит жена Эллиота, Гретхен, и говорит ему, что он должен принять деньги. Уолт говорит, что он ценит предложение, но лжёт и говорит, что его страховка теперь покроет лечение. Затем Уолт идёт к Джесси домой и спрашивает его, не хочет ли он снова «варить».

## Производство
Эпизод был написан Пэтти Лин и срежиссирован Тришей Брок; он был показан на канале AMC в США и Канаде 24 февраля 2008 года. Актриса Эли Макгроу снялась в камео для этого эпизода, но его вырезали.

## Реакция
Сет Амитин из IGN дал эпизоду оценку 8,9 из 10. Донна Боуман из The A.V. Club дала эпизоду оценку «A−».
В 2019 году The Ringer поставил «Серое вещество» на 34-е место лучших эпизодов «Во все тяжкие» (из 62). Vulture.com поставил его на 37-е место в общем зачёте.